# Cripplegate
Cripplegate fue una puerta en el Muralla de Londres que alguna vez rodeó la City de Londres, Inglaterra.
El nombre de la puerta de Cripplegate dio origen al distrito electoral de Cripplegate en la City, que abarca el área donde se encontraba la puerta y el antiguo muro. Este distrito electoral se divide en dos partes: Cripplegate Within y Cripplegate Without, una división derivada de la ubicación de la puerta y el muro. Cada parte cuenta con un alguacil designado y un diputado (alderman). Tras los cambios de límites en 1994 (City) y 2003 (distrito electoral), la mayor parte del distrito electoral ahora pertenece a Cripplegate Without, ya que el distrito electoral de Bassishaw se ha expandido significativamente hacia el área de Cripplegate Within.
Hasta la Segunda Guerra Mundial, el área conocida como Cripplegate Without se denominaba comúnmente simplemente Cripplegate. Esta zona fue casi completamente destruida durante el Blitz de la Segunda Guerra Mundial, lo que llevó a que el término dejara de usarse en el habla cotidiana. Actualmente, Cripplegate Without alberga el Barbican Estate y el Barbican Centre, con una pequeña porción de estos extendiéndose al vecino Aldersgate Without.

## Puerta

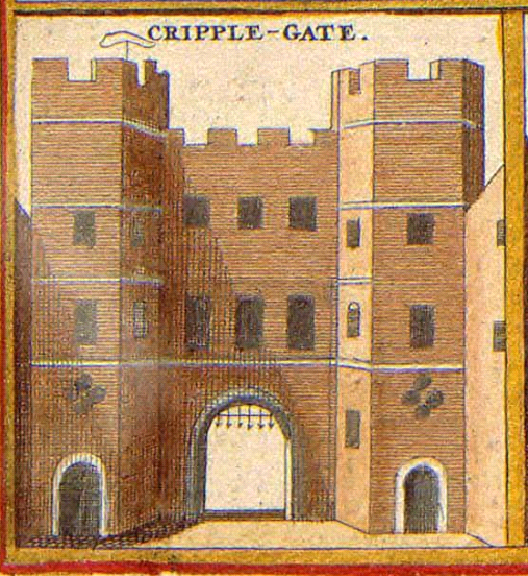
Ilustración de la puerta, circa 1650.

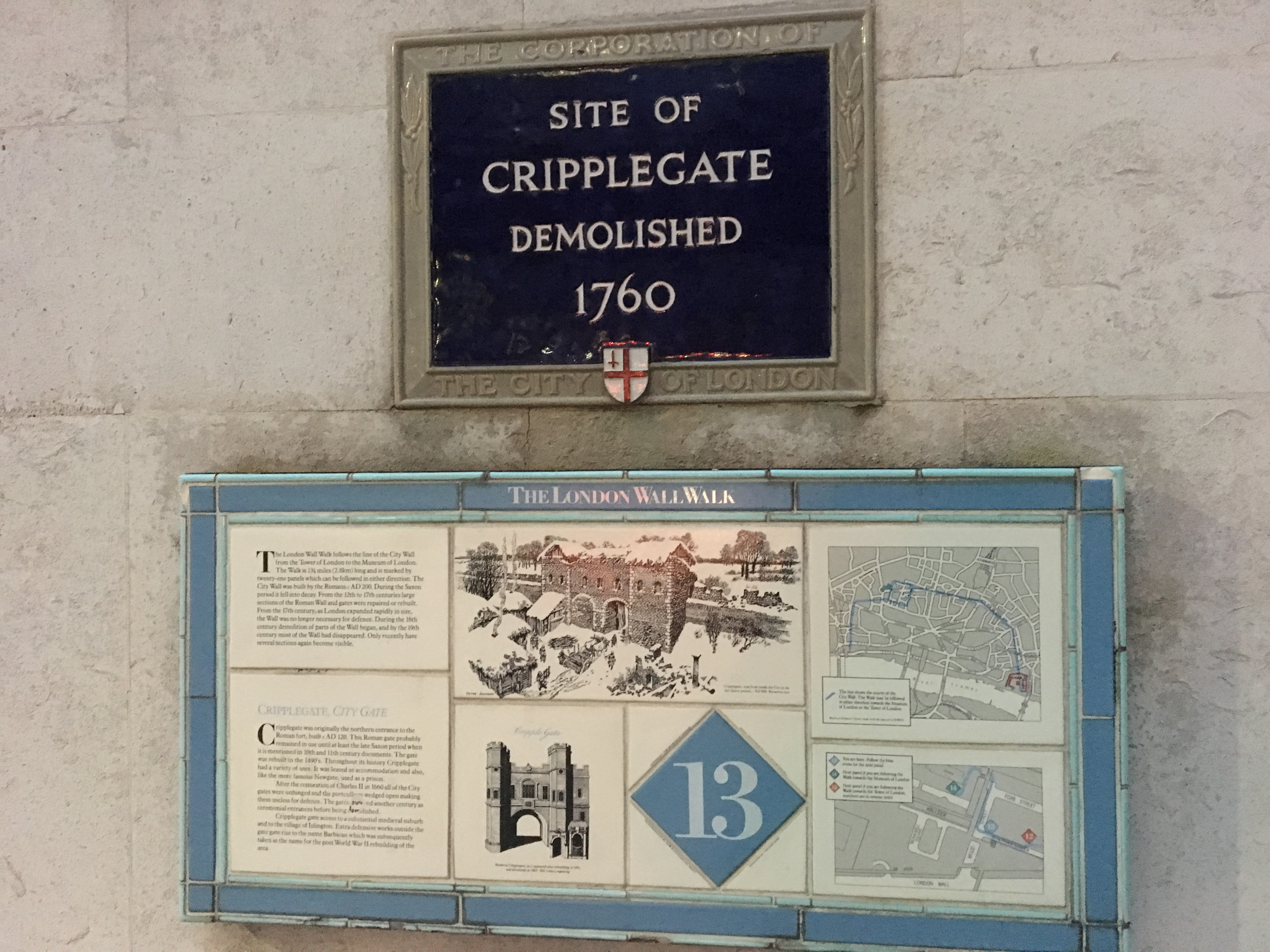
Placa de Cripplegate

El origen del nombre de la puerta no está claro. Una teoría, respaldada por una mención de la puerta en el cuarto código legal de Etelredo II el Indeciso y una carta de Guillermo el Conquistador de 1068 bajo el nombre «Crepelgate», sugiere que deriva de la palabra anglosajona crepel, que significa un pasaje cubierto o subterráneo.
Otra teoría, no comprobada, propone que el nombre proviene de los lisiados (cripple) que solían mendigar allí. El nombre de la cercana iglesia medieval St Giles-without-Cripplegate apoya esta idea, ya que San Gil es el santo patrono de los lisiados y leprosos.

### Historia
Inicialmente, fue la puerta norte de las murallas de la ciudad romana, construidas alrededor del año 120 o 150 d. C., ochenta años antes de que se completara el resto del muro. Parece haber sido utilizada como parte de las murallas romanas hasta al menos los siglos X-XI. La puerta fue reconstruida en la década de 1490 y, tras la ascensión de Carlos II en 1660, se desmontó y fortificó con un rastrillo. Finalmente, fue demolida en 1760; para el siglo XIX, gran parte de Cripplegate había desaparecido, y hoy solo quedan pequeños fragmentos.

## Ward of Cripplegate

Ubicación dentro de la City, tras los cambios de límites del.

Límites antiguos de los distrito electorals de la City, anteriores a 2003.

Cripplegate es uno de los 25 antiguos distritos electorales de la City de Londres, cada uno eligiendo un alderman para el Tribunal de Concejales y comunes (equivalentes a concejales en la City) para el Tribunal del Consejo Común de la Corporación de la City de Londres. Solo los electores que son libres de la ciudad pueden postularse. A principios del siglo XII, el área se conocía originalmente como Alwoldii, probablemente el nombre del concejal de ese momento. Los registros tempranos sobre los concejales son poco fiables, pero desde 1286 existe una lista más confiable.
La moderna City de Londres abarca una milla cuadrada de terreno y sigue dividida en 25 áreas geográficas o «distritos electorales». Cuatro de estos (Aldersgate, Portsoken, Queenhithe y Cripplegate) se consideran «residenciales», ya que concentran la gran mayoría de los residentes de la City.

### Geografía
El distrito electoral de Cripplegate forma parte del borde norte de la City y se extiende desde justo debajo de Old Street hasta London Wall en su extremo sur, donde limita con el distrito electoral de Bassishaw. Al oeste se encuentra el distrito electoral de Aldersgate y al este el de Coleman Street.
La 2003 Ward Boundary Review recomendó cambios significativos para varios distritos electorales, implementados finalmente en 2013.
Antiguamente, el límite del distrito electoral de Cripplegate se extendía mucho más al sur, hasta Cheapside. El distrito electoral albergaba las sedes de seis compañías de gremios, de las cuales solo una permanece (los Barber-Surgeons en Monkwell Square).
Cada distrito electoral está representado por una asamblea llamada «Tribunal del Consejo Común», compuesta por 100 consejeros comunes y 25 alderman (uno por distrito electoral). El número de consejeros asignados a cada distrito electoral depende del tamaño del electorado; mientras Cripplegate solía justificar doce miembros, ahora se ha reducido a nueve.
El distrito electoral es promovido por el Cripplegate Ward Club. Fundado en 1878, este club social fomenta el interés de sus miembros en los asuntos cívicos de la City, además de apoyar causas benéficas. Cripplegate es uno de los clubes de distrito electoral más activos entre los más de 20 en la City de Londres, con un variado programa de eventos anuales.

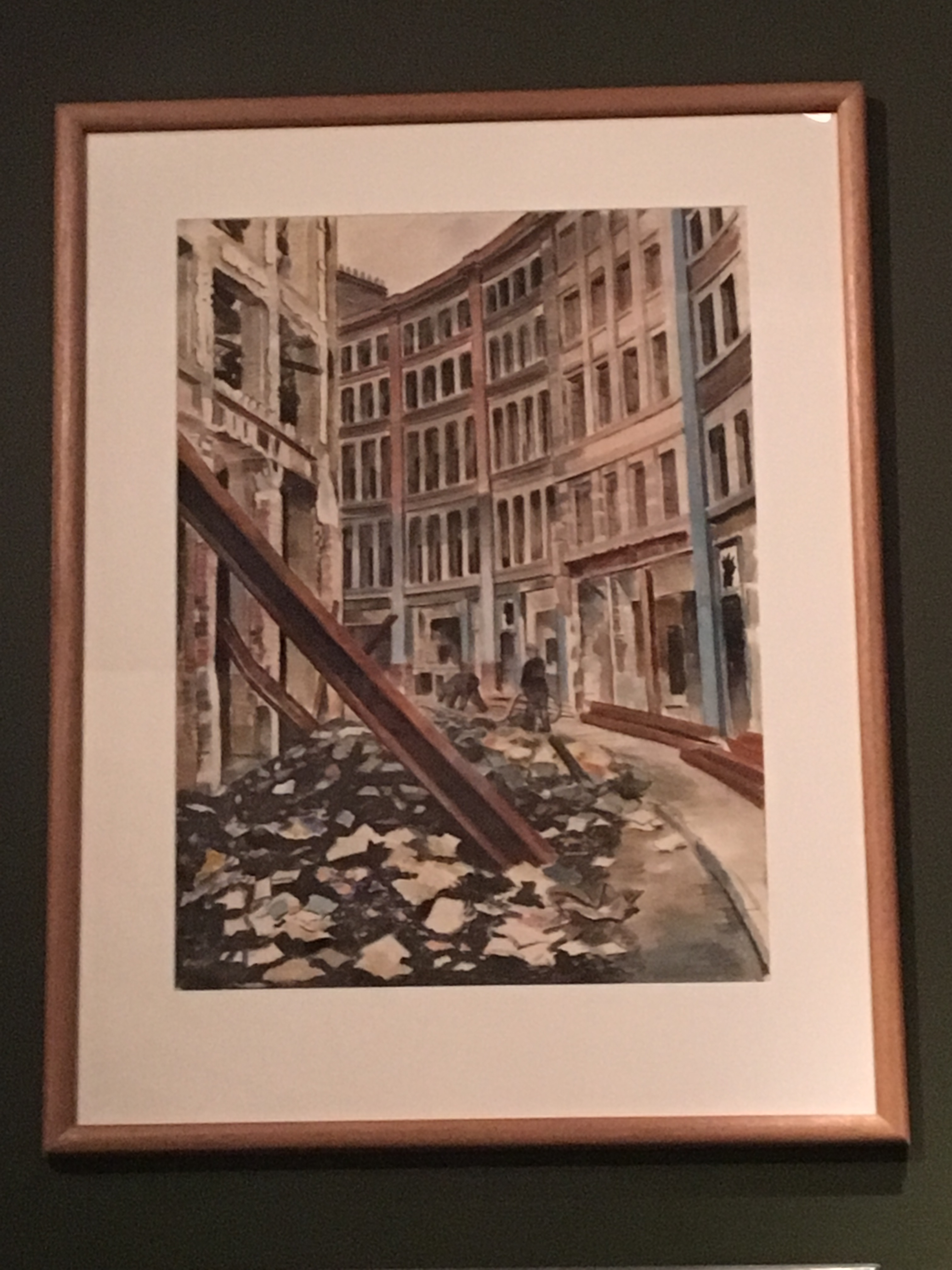
Pintura de Jewin Crescent en el Imperial War Museum

El nombre de la puerta se conserva en la iglesia de St Giles-without-Cripplegate, ubicada justo fuera del sitio de la antigua puerta.
Una pequeña calle llamada Cripplegate Street se encuentra ligeramente al norte del sitio de la puerta, entre Viscount Street y Bridgewater Street.

### Historia del distrito electoral
Los distrito electorals de Londres parecen haberse establecido en el siglo XI, antes de la conquista normanda. Su propósito administrativo, judicial y militar los equiparaba a los Hundred del campo. El objetivo principal de distrito electorals como Cripplegate, que incluían una puerta, parece haber sido la defensa de esta, ya que las puertas eran los puntos más débiles de cualquier fortificación.
Cripplegate Without, en los siglos XI, XII y posiblemente posteriores, formaba parte de una zona fuera del muro norte conocida como Soke de Cripplegate, controlada por la iglesia de St. Martin's Le Grand.
En 1068, un cementerio donde ahora se encuentra Jewin Street fue el único lugar en Inglaterra donde se permitía enterrar a judíos. Quienes vivían en otras partes del país debían trasladar a sus muertos allí a gran costo y esfuerzo.
El filósofo Thomas More, autor de Utopía, nació en Milk Street en 1478.
En 1555, John Gresham dotó a la nueva Gresham's School en Norfolk con tres propiedades en la parroquia de St. Giles Without Cripplegate, incluyendo «The White Hind» y «The Peacock».
Durante la Segunda Guerra Mundial, el área de Cripplegate, centro del comercio de telas, fue prácticamente destruida. En 1951, la población residente de la City era de solo 5,324, de los cuales 48 vivían en Cripplegate. Las discusiones sobre el futuro del área comenzaron en 1952, y el 19 de septiembre de 1957 el Tribunal del Consejo Común decidió construir nuevas propiedades residenciales. El área reabrió como el Barbican Estate en 1969.
Tranter's Hotel estaba ubicado en 6–9 Bridgewater Square, en un edificio georgiano con 60 habitaciones, cerca de la actual Beech Street, antes de ser destruido por las bombas de la Segunda Guerra Mundial.
Se anunciaba en varias publicaciones periódicas entre 1887 y 1919 como un hotel céntrico, familiar y comercial, alineado con el movimiento de templanza, conveniente para Catedral de San Pablo y la estación de Aldersgate, tanto para negocios como para placer.

### Política
Los representantes electos actuales en Cripplegate son David Graves, Mark Bostock, David Bradshaw, Mary Durcan, Vivienne Littlechild, Susan Pearson, William Pimlott, Stephen Quilter y John Tomlinson.
En las elecciones al Consejo Común de toda la City en 2017, el Partido Laborista ganó dos escaños en el distrito electoral de Cripplegate con los residentes locales Mary Durcan y William Pimlott, marcando avances laboristas. El Partido Laborista logró un récord de cinco escaños en el Consejo Común en marzo de 2017, ganando dos en Portsoken, dos en Cripplegate y uno en Aldersgate.
Tras un cambio de límites en 1994, el Golden Lane Estate fue transferido de Islington a la City, haciendo de Cripplegate el más poblado de los cuatro distrito electorals residenciales de la City, con 2,782 habitantes (2011).

## Otros usos

### Cripplegate Foundation
Cripplegate Foundation es una organización benéfica registrada y una fundación local que otorga subsidios para apoyar a los residentes del municipio londinense de Islington y una pequeña área de la City de Londres. Su visión es una sociedad donde todos puedan vivir una vida plena y gratificante, libre de pobreza y desigualdad.
La fundación trabaja para mejorar el acceso a oportunidades y generar cambios duraderos mediante:
- escuchar y aprender de las personas y comunidades locales,
- recaudar fondos y otorgar subsidios,
- colaborar con personas y organizaciones locales.

Los subsidios y programas de Cripplegate Foundation están disponibles para grupos y residentes de Islington según sus criterios, incluyendo Islington Council's Community Chest, Islington’s Resident Support Scheme (RSS), el Catalyst Programme, y los Islington Giving funds.
Además de otorgar subsidios, ofrece recursos como investigaciones innovadoras, asesoramiento y apoyo, How Not What, resultado del programa Development Partner, y espacio de oficinas reservable para grupos voluntarios de Islington.

### Historia de Cripplegate Foundation
La fundación data sus orígenes a una donación de £40 «para proveer pantalones a los locales» el 2 de abril de 1500. Sin embargo, fue en 1891 cuando varios fideicomisos locales se consolidaron en la Cripplegate Foundation bajo la London Parochial Charities Act. Entre 1896 y 1973, la fundación gestionó el Cripplegate Institute al sur de Golden Lane, un «palacio del pueblo» diseñado por Sidney Smith con teatro, sala de conciertos, biblioteca gratuita y oficinas para trabajadores sociales. El edificio, catalogado en 1987, fue vendido y completamente reformado por el banco suizo UBS para sus oficinas.
Desde el 1 de abril de 2008, su área de beneficio se expandió a Islington. John Gilbert es el presidente, miembro de la junta desde 2005.

### Cripplegate Bank
El Cripplegate Savings Bank se estableció en 1819 como banco por acciones, se reorganizó como Cripplegate Bank Ltd en 1879 y se renombró London, Commercial & Cripplegate Bank Ltd en 1900.
Entre 1876 y 1906, estuvo ubicado en 31 y luego en 1 Whitecross Street, antes de integrarse en el Union Bank of London y ser liquidado.

## Cultura popular
La segunda boda en la película Cuatro bodas y un funeral ocurre en la ficticia iglesia de St. Mary of the Fields, Cripplegate, EC2. Fue filmada en la capilla del Royal Naval College, Greenwich.
Cripplegate aparece en el videojuego de 2020, Assassin's Creed: Valhalla, como una de las áreas restringidas en Londres.

### Otras referencias
- Old and New London y A New History of London — dos fuentes históricas sobre el distrito electoral en British History Online
- Map of Early Modern London: Cripplegate Ward - Mapa histórico y enciclopedia de Londres en tiempos de Shakespeare (académico)